# Bujoreanca, Dâmbovița
Bujoreanca este un sat în comuna Cornești din județul Dâmbovița, Muntenia, România.